# Laos nos Jogos Olímpicos de Verão de 2004
Laos competiu nos Jogos Olímpicos de Verão de 2004, em Atenas, na Grécia.

## Desempenho

### Atletismo
Masculino
| Atleta                      | Evento | Preliminar | Preliminar | Quartas-de-final | Quartas-de-final | Semifinal   | Semifinal   | Final       | Final       |
| Atleta                      | Evento | Marca      | Posição    | Marca            | Posição          | Marca       | Posição     | Marca       | Posição     |
| --------------------------- | ------ | ---------- | ---------- | ---------------- | ---------------- | ----------- | ----------- | ----------- | ----------- |
| Chamleunesouk Ao Oudomphonh | 100 m  | 11s30      | 76º        | Não avançou      | Não avançou      | Não avançou | Não avançou | Não avançou | Não avançou |